# Рубцов, Андрей Борисович
Андрей Борисович Рубцов (род. 12 августа 1982, Москва) — российский дирижёр и композитор , гобоист . Музыкальный руководитель и дирижер оркестра Московского академического театра сатиры.

## Биография
Родился в Москве в семье музыкантов.
Сочинять начал, обучаясь в Центральной музыкальной школе при Московской консерватории.
Основной инструмент — гобой.
По окончании Центральной музыкальной школы в 2000 г. поступил в Московскую государственную консерваторию, которую окончил с отличием по двум специальностям: гобой (2005, в классе Г. Керенцева; также аспирантура у А. Уткина, 2008) и оперно-симфоническое дирижирование (2008, в классе И. Дронова); помимо этого занимался в классе композиции Л. Бобылёва.
В 2001 году, ещё в студенческие годы, Рубцов стал артистом Российского национального оркестра (РНО) и членом его духового квинтета, получившего первую премию на Международном конкурсе камерной музыки в Осаке (2005).
В 2004 году во время гастролей РНО по Волге дебютировал в как дирижёр — с клавирными концертами фа минор BWV 1052 и ре минор BWV 1056 И. С. Баха (солист — М. Плетнёв).
В 2011 окончил аспирантуру Королевской академии музыки в Лондоне в классе К. Меттерса. Участвовал в мастер-классах К. Мазура, Б. Хайтинка и М. Юровского.
В 2014—2017 работал ассистентом Д. Ранниклса в Шотландском симфоническом оркестре BBC (Глазго); в частности, на международных фестивалях в Эдинбурге и Променадных концертах Би-Би-Си в Лондоне. Регулярно привлекался к работе в Королевской консерватории Шотландии, ассистировал в операх «Так поступают все женщины» и «Свадьба Фигаро».
«Рубцов считается одним из самых талантливых молодых дирижеров своего поколения в мире.»
Активно сотрудничает в качестве дирижёра с различными оркестрами.
Получил известность как композитор.
Музыкальный руководитель Московского академического театра сатиры, является автором музыки к нескольким спектаклям.
Живёт и работает в Москве.

## Исполнительское творчество
В качестве артиста оркестра (гобой) работал с РНО, Камерным оркестром «Musica Viva».
Выступал как солист (гобой) с Российским национальным оркестром, оркестрами Большого театра и Московской филармонии, Московским симфоническим оркестром, оркестром Musica Viva, оркестром Московской консерватории, Фестивальным оркестром Вербье и другими.
В качестве дирижера выступал с Российским национальным оркестром, Государственным академическим симфоническим оркестром России, Государственным академическим камерным оркестром России, Литовским камерным оркестром, оркестром «Виртуозы Москвы», Саратовским филармоническим оркестром, оркестром Северо-Кавказской филармонии, Самарским камерным оркестром, оркестром Красноярского театра оперы и балета, Московским Шнитке-оркестром, оркестром фестиваля в Напе (США), Национальным молодежным оркестром Армении, оркестрами Королевской академии музыки и Московской консерватории, Эшоверским фестивальным оркестром (Великобритания), Балтийским молодежным филармоническим оркестром (Германия), Молодежным фестивальным оркестром России и стран АСЕАН в Пномпене (Камбоджа), Молодежным симфоническим оркестром Поволжья, сотрудничал с ведущим шотландским ансамблем современной музыки RedNote.

## Композиторское творчество
Камерный балет «Поцелуй ветра» был поставлен на сцене Большого театра (совместный проект ГАБТа и Российского национального оркестра).
«Три настроения» для духового квинтета вошли в постоянный репертуар более 70 ансамблей по всему миру, включая квинтет Берлинского филармонического оркестра. Скрипичный концерт исполнялся Юлией Фишер с оркестром «Академия св. Мартина в полях» во многих городах Германии, а зимой 2017 года — с оркестром Баварского радио. Гобойный концерт включен в обязательный репертуар международного конкурса Московской консерватории (2016) и тайваньского национального музыкального конкурса (2017). Камерная симфония прозвучала в 2019 году в девяти залах Германии.
В Красноярском оперном театре в 2019 году поставлена опера «Питер Пэн»; музыкальная сказка «Аленький цветочек» идет на сцене Театра имени Вахтангова с чтецом Александром Олешко и активно гастролирует. В сезоне 2020/21 на сцене Театра сатиры состоялась премьера мюзикла «Дамское счастье» на музыку Рубцова.
«Он относит себя к композиторам-традиционалистам… Андрей Рубцов обитает в звуковом мире позднеромантичкого периода и пишет так, будто Арнольд Шенберг, Пьер Булез и Ко. никогда не рождались»

### Избранные произведения

#### Для оркестра
- «Щелкунчик: два отражения» (2014)
- Рождественский дивертисмент (2013)
- «Аленький цветочек» (2013)
- Поэма для камерного оркестра (2012)
- Элегия памяти Павла Хлебникова для струнного оркестра (2006)

#### Для соло с оркестром
- Романс «Ещё безмолвствую» для высокого сопрано и струнного оркестра на слова Вл. Набокова (2009)
- Концерт для скрипки и струнного оркестра (2004)
- Концерт для гобоя и струнного оркестра (2003)

#### Для ансамблей с оркестром
- «Сибирская рапсодия» для флейты, виолончели и струнных (2016)
- «Розы Гелиогабала» для барочного гобоя, бансури и камерного оркестра (2012)
- Кончертанта для духового квинтета и струнных (2008)
- «Лондонское концертино» для флейты и струнных (2010)

#### Инструментальные ансамбли
- «Однажды все тут объявились» (2018)
- «Матисс-секстет» для духового квинтета и фортепиано (2016)
- «Две картины» для камерного ансамбля (2015)
- «Розы Гелиогабала», версия для гобоя, кларнета и фортепиано (2015)
- Интродукция и скерцо для скрипки и фортепиано (2013)
- «Сестры» для струнного квартета (2009)
- Увертюра для РНО (2009)
- Четыре багатели для духового квартета (2007)
- Программные танцы для струнного секстета (2006)
- «Марбельская фантазия» для флейты, гобоя и фортепиано (2004)
- Две пьесы для альта и фортепиано (2003)
- «Три настроения» для духового квинтета (2002)
- Дивертисмент in E для флейты и струнного квартета (2002)
- «Цветы солнца» для трех флейт и альтовой флейты (2001)

## Награды и звания
В 2017 году Андрей отмечен почетным званием Associate of the Royal Academy of Music как ее выдающийся выпускник.